# Comté-de-grignan
Le comté-de-grignan est un vin élaboré dans le sud de la Drôme, il fut connu de 1968 jusqu'à 2009, sous le nom de vin de pays du comté de Grignan. Sa zone de production correspond approximativement à la région historique du Tricastin, plus souvent dénommée de nos jours Drôme provençale. Ce vin est protégé par une IGP de zone, incluse dans l'indication géographique protégée régionale Méditerranée. Cette région de production, célèbre pour ses truffes noires (melanosporum), est historiquement l'un des plus anciens terroirs viti-vinicoles de France comme le prouvent l'oppidum Saint-Marcel et ses poteries pseudo-ioniennes, la villa gallo-romaine du Mollard, la plus importante unité viti-vinicole de l'antiquité romaine, et l'église Saint-Pierre-ès-Liens de Colonzelle, qui possède un bas-relief représentant quatre tonneaux gaulois. 

## Histoire

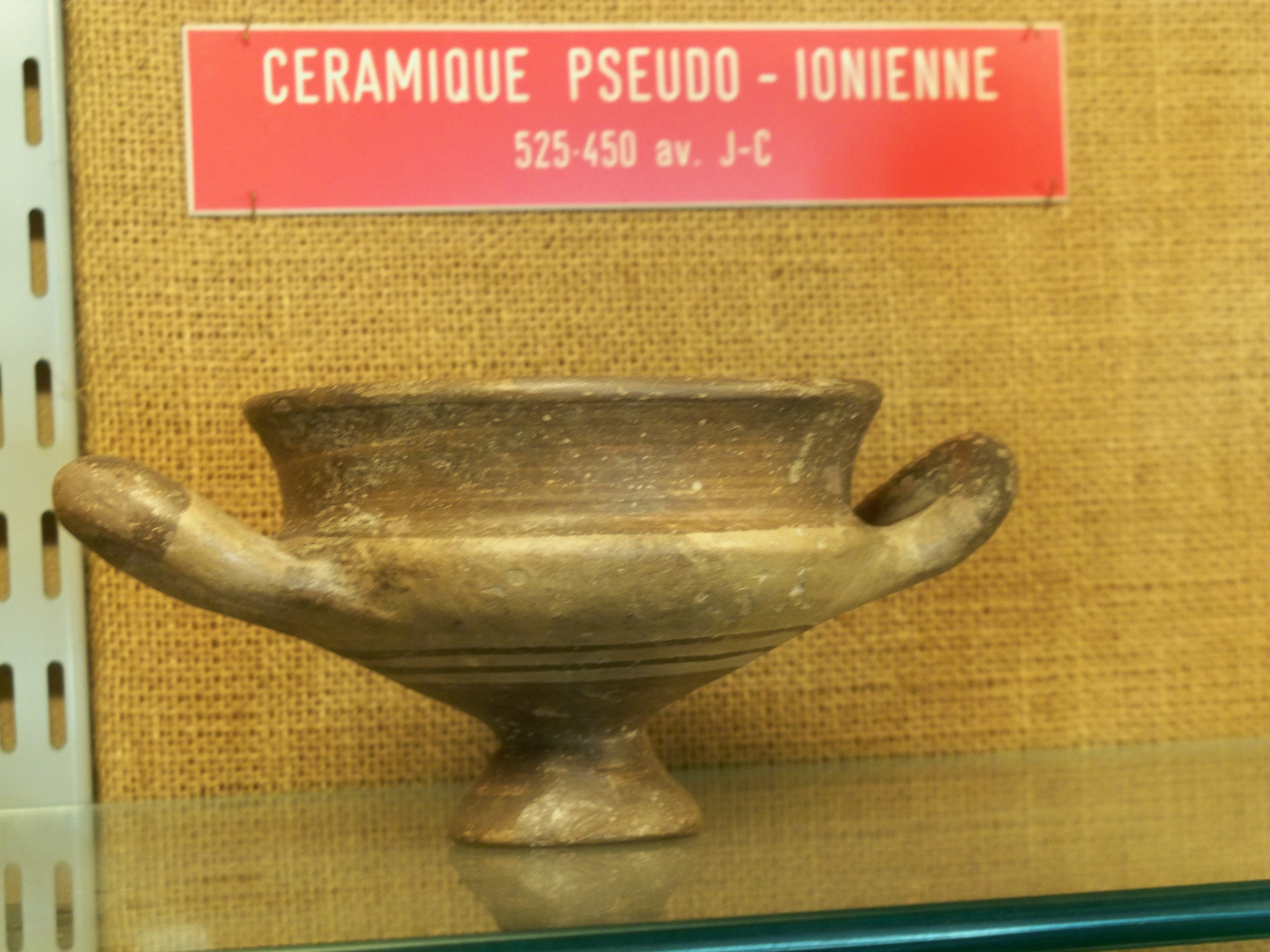
Céramique pseudo-ionienne, vase à vin trouvé au Pègue, daté entre -525 et -450

L'oppidum Saint-Marcel, situé sur la commune du Pègue, dans la Drôme provençale, est un emporion (comptoir commercial grec) qui a été en relation avec Massalia du VIe siècle avant notre ère jusqu'à l'an -49. Il est remarquable pour ses différentes poteries pseudo-ioniennes qui ont mis en évidence un important commerce du vin entre les Phocéens et les tribus autochtones de la basse vallée du Rhône. L'oppidium fait l’objet d’un classement au titre des monuments historiques depuis le 2 décembre 1993.
La villa du Mollard, mise à jour au sud de Donzère, est considérée comme la « plus grande exploitation viti-vinicole connue du monde méditerranéen antique ». Elle s’étendait sur deux hectares. L’entrepôt des vins de 70 × 15 m contenait deux travées abritant 204 dolia disposés en six alignements ayant chacune une contenance de 1,2 hectolitre. À chaque extrémité, un grand fouloir de 18,5 m2, y étaient adjoints deux pressoirs. L’exploitation, qui a été datée entre 50 et 80 de notre ère, produisait 2 500 hectolitres de vin par an. Le rendement des vignes romaines ayant été estimé à 12 hl/ha, le domaine possédait 300 hectares ce qui nécessitait le travail de 150 esclaves. 

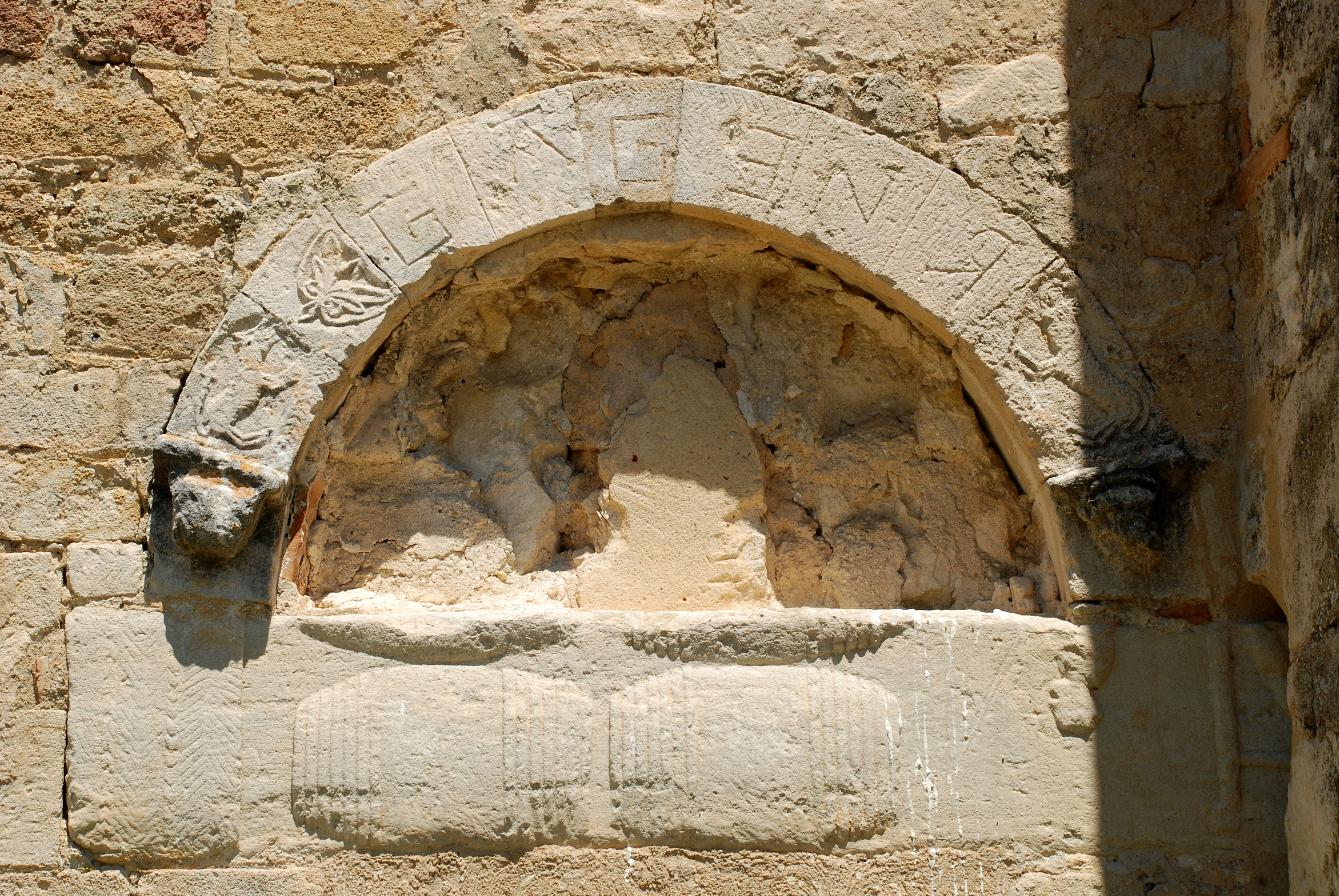
Les quatre tonneaux gallo-romains de Saint-Pierre-de-Colonzelle

L'église Saint-Pierre-ès-Liens de Colonzelle est une église romane. Anciennement connue sous le nom de Saint-Pierre de Margerie, elle est située au sud du village de Colonzelle, entre celui-ci et le hameau de Margerie. Cet ancien prieuré fut affilié à Cluny dès le Xe siècle. L'édifice roman actuel date de la deuxième moitié du XIIe siècle. Il fait l'objet d'une inscription au titre des monuments historiques à partir de 1926, puis d'un classement au titre des monuments historiques depuis le 9 novembre 2009.
Le principal intérêt de l'église réside dans la décoration de la porte méridionale et de la fenêtre qui la surmonte. La porte était ornée jadis d'un tympan aujourd'hui disparu mais elle conserve un linteau et un arc dont la décoration est très intéressante. Le linteau de la porte provient d'un monument funéraire romain ou gallo-romain et consiste en un bas-relief (incomplet et posé à l'envers) qui représente le pont d'une barque fluviale portant quatre tonneaux et un énorme ballot (à gauche). À droite on distingue la silhouette d'un marin ou naute (figuré à l'envers) ainsi qu'un mât.

Vendanges en Drôme provençale au début du XXe siècle
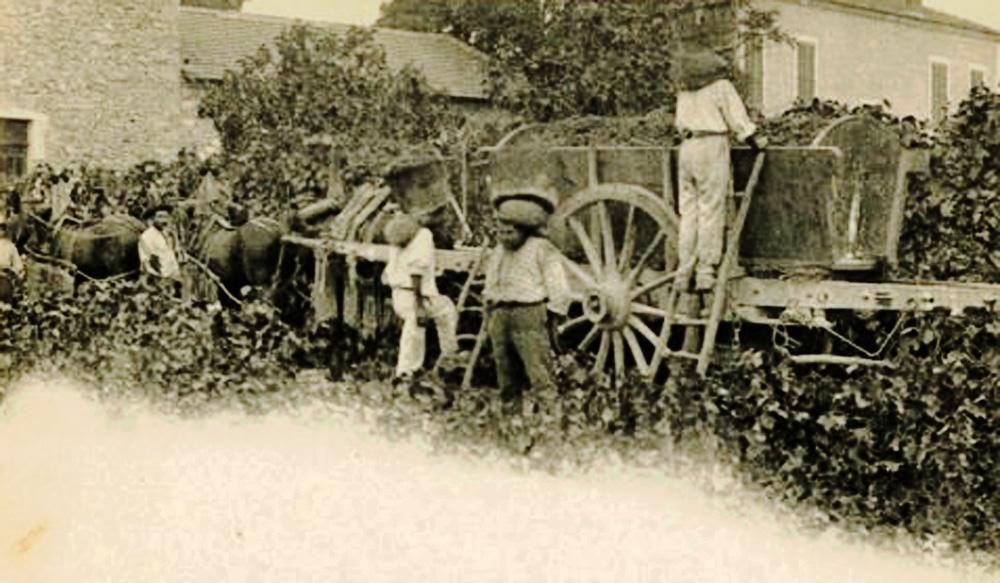
Porteurs de comportes
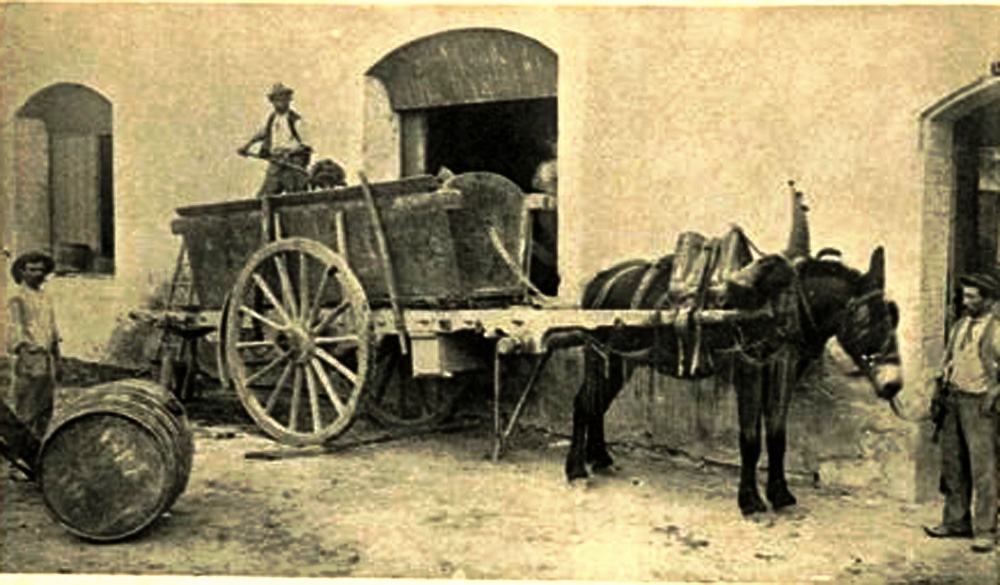
Arrivée à la cave

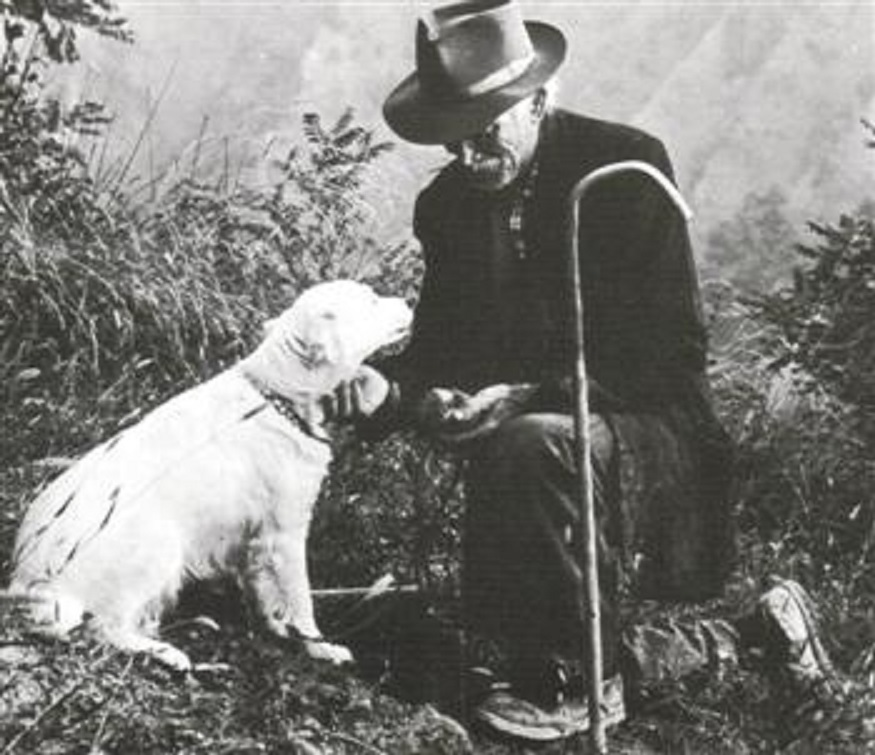
Caveur du Tricastin et son chien

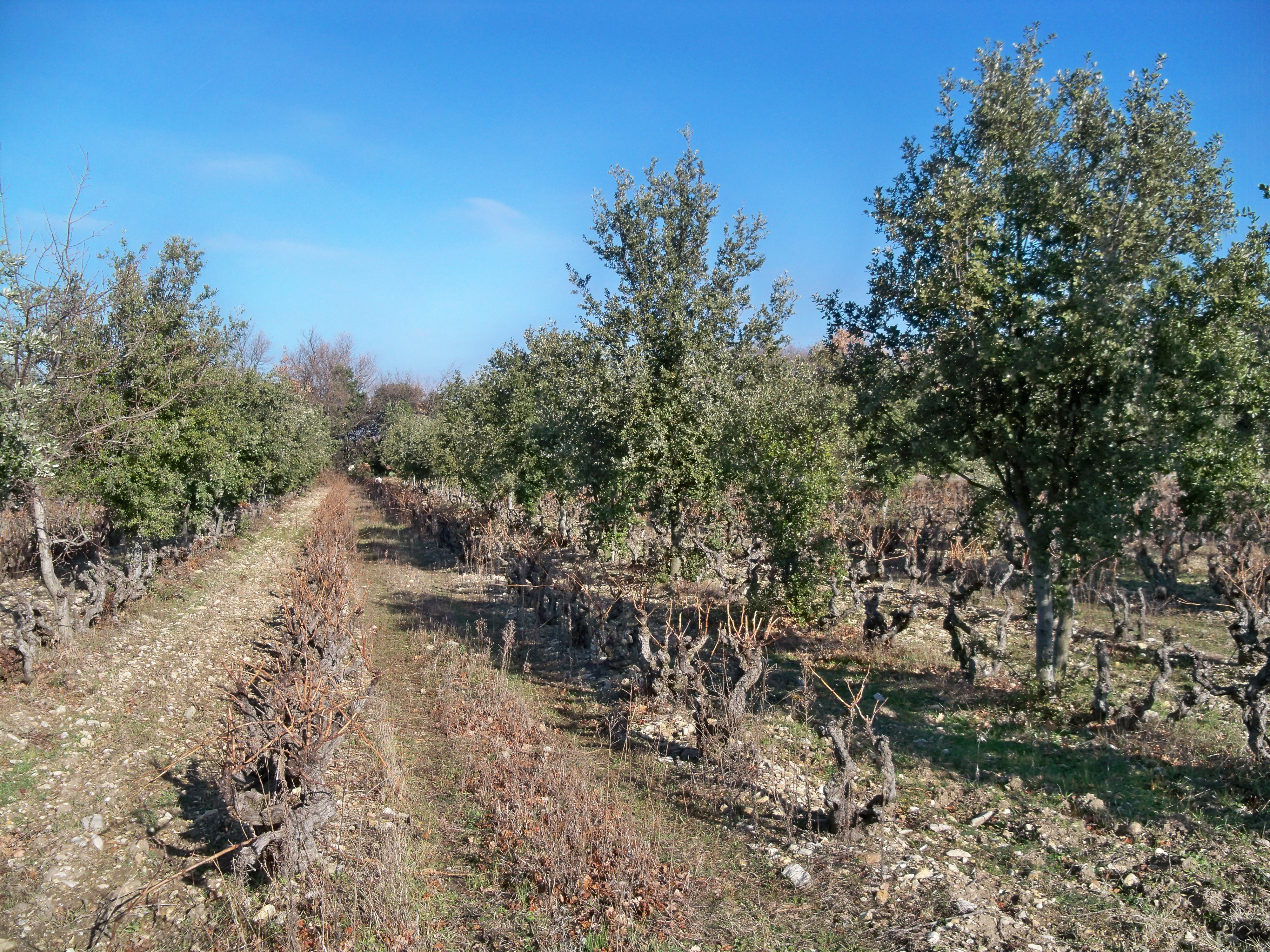
Chênes truffiers au milieu des vignes de l'IGP Comté de Grignan

Au cours de l'époque moderne et contemporaine, la vigne et la truffe cohabitèrent dans le Tricastin, qui incluait le comté de Grignan, jusqu'aux trente dernières années du XIXe siècle. Ce fut après la Révolution qu'une déforestation permit la mise en culture des essarts (vignes et céréales). Puis la découverte de Joseph Talon, vers 1810, fit que les truffières profitèrent de la reforestation (plantation de chênes truffiers). Un demi-siècle plus tard, dans les régions viticoles, la crise du phylloxéra permit une nouvelle extension des truffières sur le vignoble abandonné.
Puis tout au long du XXe siècle, la production chuta, notamment à cause de la diminution de la population rurale, après la Première Guerre mondiale, suivie des changements culturaux avec la mécanisation. Les truffières se raréfièrent, certaines furent même arrachées pour laisser place à un vignoble à la production moins aléatoire jusqu'au cours des années 1960. 
Actuellement, selon les conditions fixées dans son cahier des charges, l'indication géographique protégée « Méditerranée » peut être complétée par le nom de deux unités géographiques de zone le « Comté de Grignan » et les « Coteaux de Montélimar ».

## Situation géographique

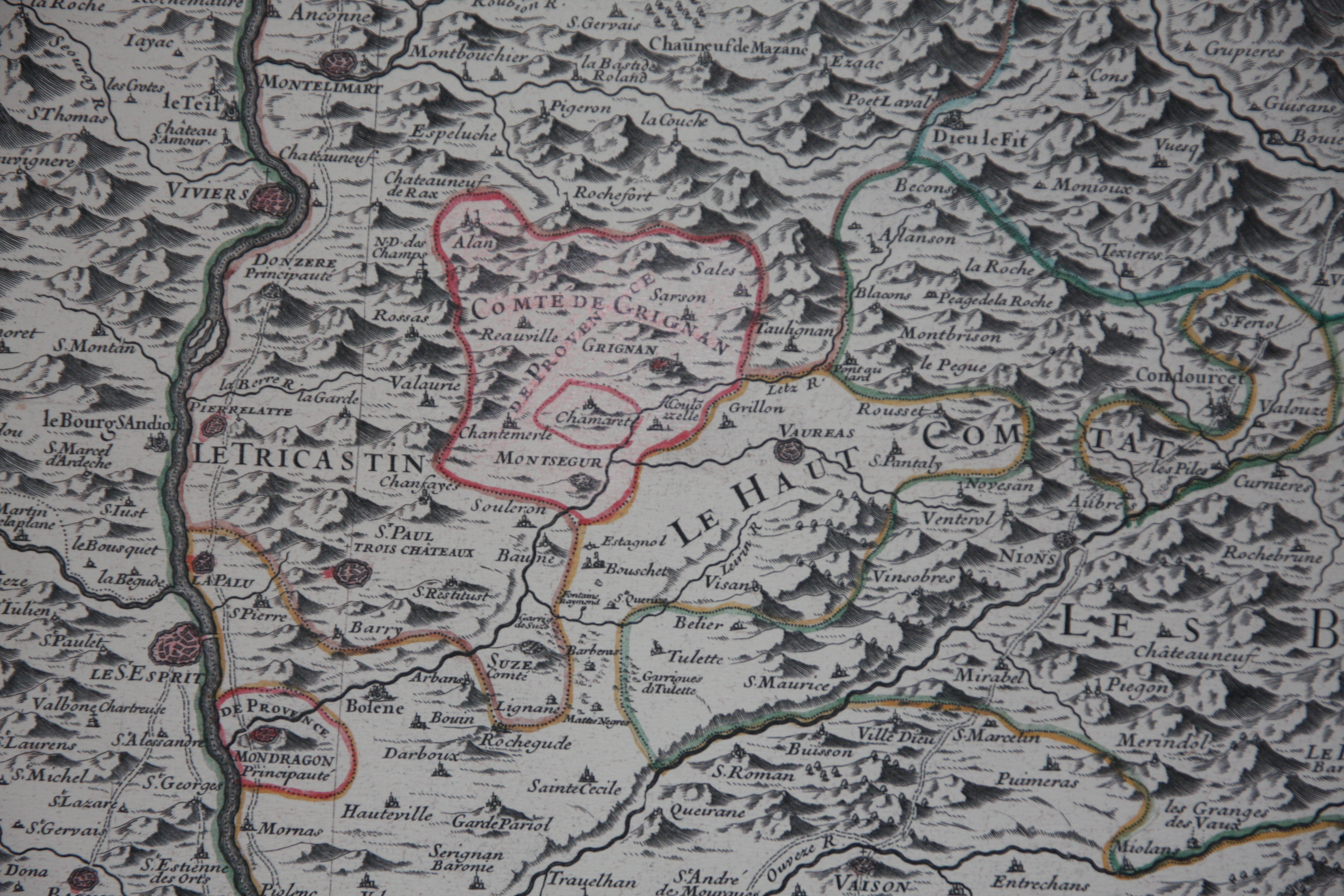
Comté de Grignan vers 1700

### Orographie
Le vignoble est implanté dans une plaine entourée de reliefs du  nord au sud-est, et limitée à l'ouest par le Rhône. Le relief le plus marquant est la Montagne de la Lance, au  nord-est, culminant à 1 338 m au rocher Garaux. Cette montagne est aussi une barrière climatique. Au nord se situe un petit massif d'environ 500 m d'altitude, la montagne de la Série, faisant la limite avec la plaine de la Valdaine. Ce petit massif est reconnaissable à ses éoliennes. À l'est, les montagnes de Nyons et des Baronnies poursuivent l'écrin montagneux avec la montagne de Vaux, le rocher Saint-Julien et la Garde Grosse (944 m).

### Géologie
Les sols sont constitués de calcaires gréseux et de sables du crétacé, en passant par les marnes blancs de l'oligocène et surtout à la molasse sableuse.

### Climatologie
Le climat de Grignan est méditerranéen à influence semi-continentale. Il est marqué par un important ensoleillement, d'environ 2500 heures par an,, avec de belles journées ensoleillées hivernales, par des précipitations assez abondantes et réparties surtout au printemps et à l'automne. Il y a deux saisons sèches: l'hiver et l'été. Le mistral souffle assez fréquemment, parfois fort. Il augmente beaucoup la sensation de froid ressenti en hiver. Le brouillard y est exceptionnel et Grignan partage le climat de Valréas.
La flore que l'on y rencontre est assez nettement méditerranéenne. La région de Grignan est située dans la zone de l'olivier. Le nombre de jours de gel annuel est assez limité et en général faible, mais des gelées exceptionnellement fortes peuvent survenir.
| Mois                                                                  | Janv | Fév  | Mars | Avr  | Mai  | Juin | Juil | Août | Sept | Oct  | Nov  | Déc  | Année |
| --------------------------------------------------------------------- | ---- | ---- | ---- | ---- | ---- | ---- | ---- | ---- | ---- | ---- | ---- | ---- | ----- |
| Températures maximales moyennes (°C)                                  | 8    | 10   | 15   | 17   | 22   | 26   | 29   | 29   | 24   | 19   | 12   | 9    | 17,3  |
| Températures minimales moyennes (°C)                                  | 2    | 3    | 5    | 7    | 11   | 15   | 17   | 17   | 14   | 11   | 6    | 3    | 9,3   |
| Températures moyennes (°C)                                            | 4    | 6,5  | 10   | 12   | 16,5 | 20,5 | 23   | 23   | 19   | 15   | 9    | 5,5  | 13,3  |
| Moyennes mensuelles de précipitations (mm)                            | 41,8 | 27,5 | 27,2 | 60,9 | 49,9 | 33,2 | 33,3 | 29,1 | 68,5 | 92,3 | 68,7 | 40,9 | 573,3 |
| Source : (fr) Données climatologiques de Valréas (Vaucluse) 2000-2007 |      |      |      |      |      |      |      |      |      |      |      |      |       |

## Vignoble

### Présentation

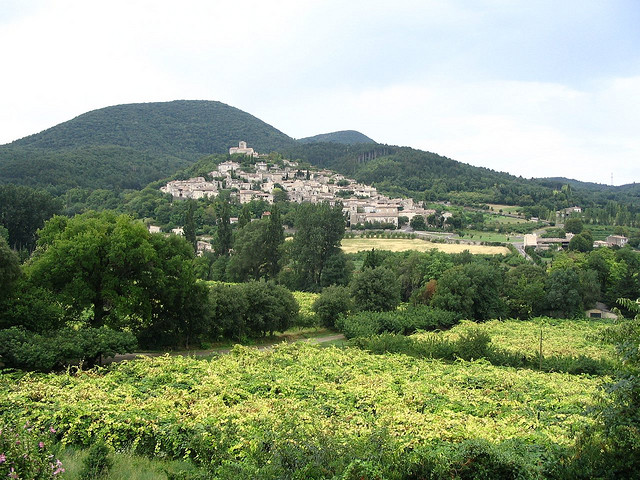
Vignoble à Mirmande

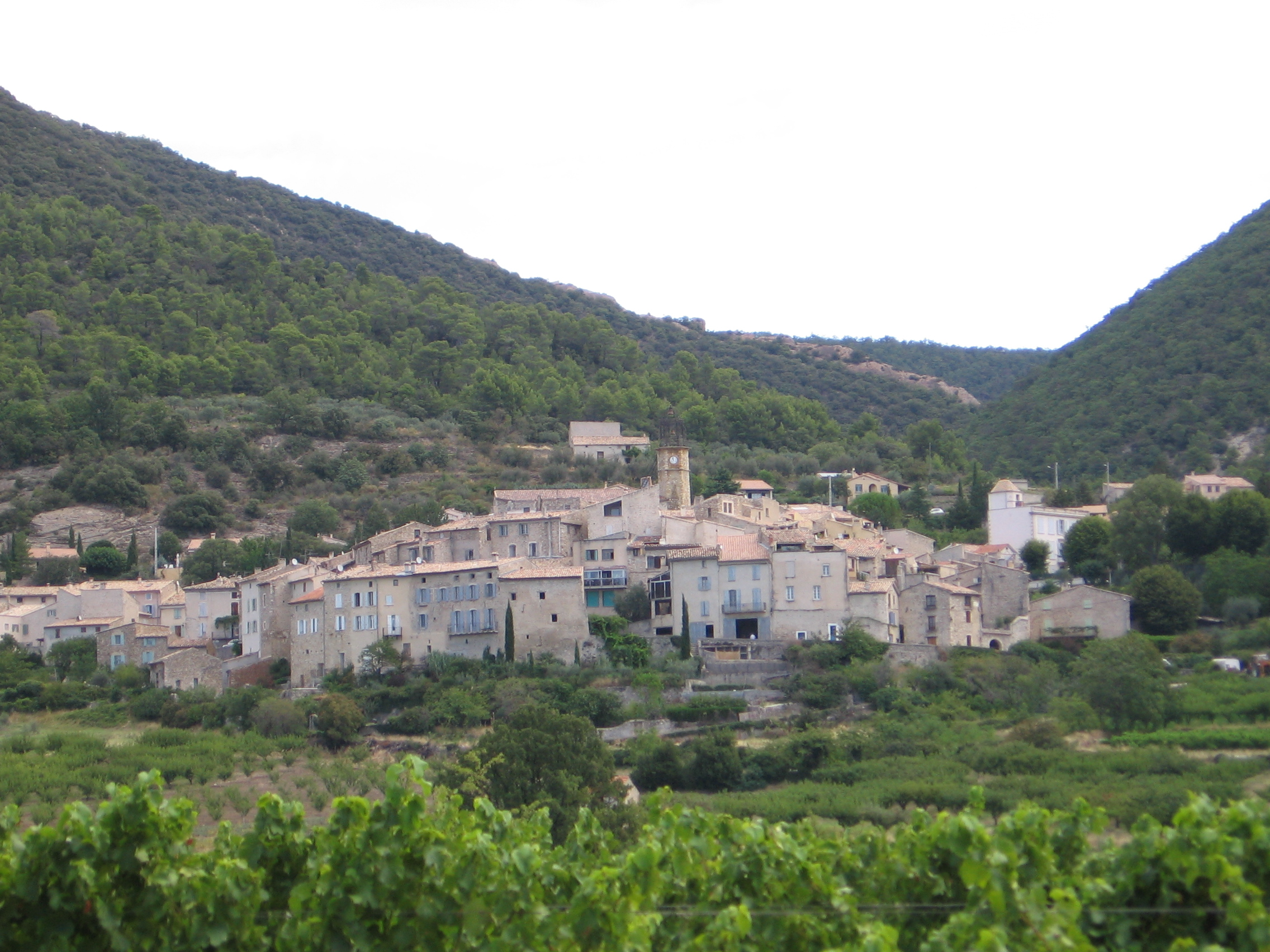
Vignoble à Venterol

La récolte des raisins dont sont issus les vins bénéficiant de l’indication géographique «
Méditerranée » complétée du nom de l’unité géographique plus petite « Comté de Grignan » est
réalisée sur le territoire des communes suivantes :
Allan, Ambonil, La Baume-de-Transit, Bouchet, Chamaret, Chantemerle-lès-Grignan, Châteauneuf-du-Rhône, Clansayes, Cliousclat, Colonzelle, Donzère, La Garde-Adhémar, Les Granges-Gontardes, Grignan, Livron-sur-Drôme, Loriol-sur-Drôme, Malataverne, Mérindol-les-Oliviers, Mirabel-aux-Baronnies, Mirmande, Mollans-sur-Ouvèze, Montbrison-sur-Lez, Montjoyer, Montségur-sur-Lauzon, Nyons, Le Pègue, Piégon, Pierrelatte, Réauville, Roche-Saint-Secret-Béconne, Rochegude, Roussas, Rousset-les-Vignes, Saint-Maurice-sur-Eygues, Saint-Pantaléon-les-Vignes, Saint-Paul-Trois-Châteaux, Saint-Restitut, Salles-sous-Bois, Saulce-sur-Rhône, Solérieux, Suze-la-Rousse, Taulignan, Tulette, Valaurie, Venterol et Vinsobres.

### Encépagement
|  |  |

Pour les vins rouges et rosés, le grenache, la syrah, le cinsault, le carignan, le caladoc, le merlot, le gamay, le chenanson et l'egiodola. Pour les vins blancs, les chardonnay, viognier, ugni blanc, grenache blanc, bourboulenc, clairette, clairette rosé, marsanne, roussanne et sauvignon.

### Méthodes culturales
Les vins bénéficiant de l’indication géographique protégée sont produits dans la limite d’un
rendement maximum à l’hectare de 120 hectolitres pour les vins rouges, rosés et blancs. Ces vins sont majoritairement des vins d’assemblage avec quelques cépages qui en
constituent le cœur : en rouge et rosé : grenache N, syrah N, cinsaut N ; en blanc : grenache B, viognier B, clairette B, marsanne B, roussanne B.

### Terroir et vins
Le fruité est équilibré pour les rouges, avec des notes de kirsch et de fruits blancs pour la plupart. La robe présente des reflets violacés et rubis. Les blancs, rares mais prometteurs, ont tout de la présence de la garrigue et des chênes environnants.

### Type de vins et gastronomie
Les vins rouges se marient agréablement avec un filet mignon de porc au miel ou une caillette drômoise aux herbes servie chaude accompagnée de pommes de terre rissolées et d’une sauce au vin rouge à l’échalote ; pour les rosés l'accord est parfait avec la charcuterie ainsi qu'avec un boudin antillais au barbecue ; les vins blancs, idéaux en apéritif, se révèlent parfaits pour accompagner des truffes d'été ou un plateau de fromages de chèvre de pays (picodon, pélardon, banon, etc.)